# Campanar de l'Església de Sant Miquel Arcàngel (Soneixa)
El campanar de l'església parroquial de Sant Miquel Arcàngel, localitzat en el nucli urbà de Soneixa, a la comarca de l'Alt Palància, és una torre campanar, catalogada, de manera genèrica Bé de Rellevància Local, segons la Disposició Addicional Cinquena de la Llei 5/2007, de 9 de febrer, de la Generalitat, de modificació de la Llei 4/1998, d'11 de juny, del Patrimoni Cultural Valencià (DOCV Núm. 5.449 / 13/02/2007), amb codi: 12.07.106-006.

## Descripció Històric artística
La construcció d'aquest campanar es va realitzar en dues etapes, ja que el primer cos (de base quadrada) de la mateixa pertany a la que fou torre d'un palau medieval que estava situat al costat de l'església. Aquest cos és de fàbrica de maçoneria, reforçada en les cantonades amb pedres de carreu. Per la seva banda el segon cos, així com el tercer, conegut també com a "cupulín", estan fabricats amb maó revocat.
La torre no té molta altura i es troba rematada per un templet que presenta llanterna.
A la singularitat pròpia de la torre se li afegix la presència en ella d'un conjunt de campanes, de les quals dues són medievals i de gran valor històric artístic. Una de les campanes medievals és del rellotge, anomenada també “Campana dels Quarts”, datada aproximadament del 1250 sent la més antiga de la diòcesi de Sogorb-Castelló, mentre que l'altra s'utilitza per al volteig, gòtica, anomenada “María”, i datada del 1550. A més compta amb cinc campanes més de volteig d'època barroca. Una d'elles, la trucada “Salvadora,” està datada del 1794, mentre que les seves altres dues companyes, “Josefa” i “Miguela”, estan foses en 1795. També existeix una campana de les Hores, de tipus “cascarón”, fosa en 1847 que presenta epigrafiada la llegenda: “Ntra. Senyora del Pilar” i un "cimbanillo" fos en 1794.
A l'interior es poden observar uns “grafitis” antics al revoco de l'escala de la torre original, entre els quals destaca una nau amb veles que es troba a l'entrada de la sala del rellotge.
L'interior de la torre va ser rehabilitat, millorant l'accés i reparant els danys que existien i tractant d'adaptar la instal·lació a les normatives vigents. Aquesta obra va ser sufragada entre l'Ajuntament de Soneixa i la Direcció general de Patrimoni Cultural Valencià de la Conselleria de Cultura i esport, i l'empresa que es va encarregar de realitzar la rehabilitació REYCO SONEJA S.L., ho va fer seguint les indicacions de l'arquitecte responsable, en José Manuel Serisuelo Meneu.
Durant els treballs de rehabilitació es van descobrir a l'interior peces del rellotge que es troben en l'actualitat en el Museu del Guix de l'Ajuntament de Soneja.